# مود واتسون
مود واتسون (بالإنجليزية: Maud Watson)‏ مواليد 09 أكتوبر 1864 في هارو، لندن، إنجلترا - الوفاة 05 يونيو 1946 في دورست، إنجلترا، كانت لاعبة كرة مضرب إنجليزية وكانت تلعب باليد اليمنى. كما أنها إحدى بطلات الجراند سلام حيث فازت ببطولة ويمبلدون للفردي مرتين.

## بطولات حققتها
- بطولة ويمبلدون

## النهائيات

### الفردي (الألقاب 2, الوصافة 1)
| الحصيلة | السنة | البطولة  | المنافس في النهائي | النتيجة في النهائي |
| ------- | ----- | -------- | ------------------ | ------------------ |
| الفوز   | 1884  | ويمبلدون | ليليان واطسون      | 6–8, 6–3, 6–3      |
| الفوز   | 1885  | ويمبلدون | بلانش بينغلي       | 6–1, 7–5           |
| الوصافة | 1886  | ويمبلدون | بلانش بينغلي       | 3–6, 3–6           |